# 土渕海峡

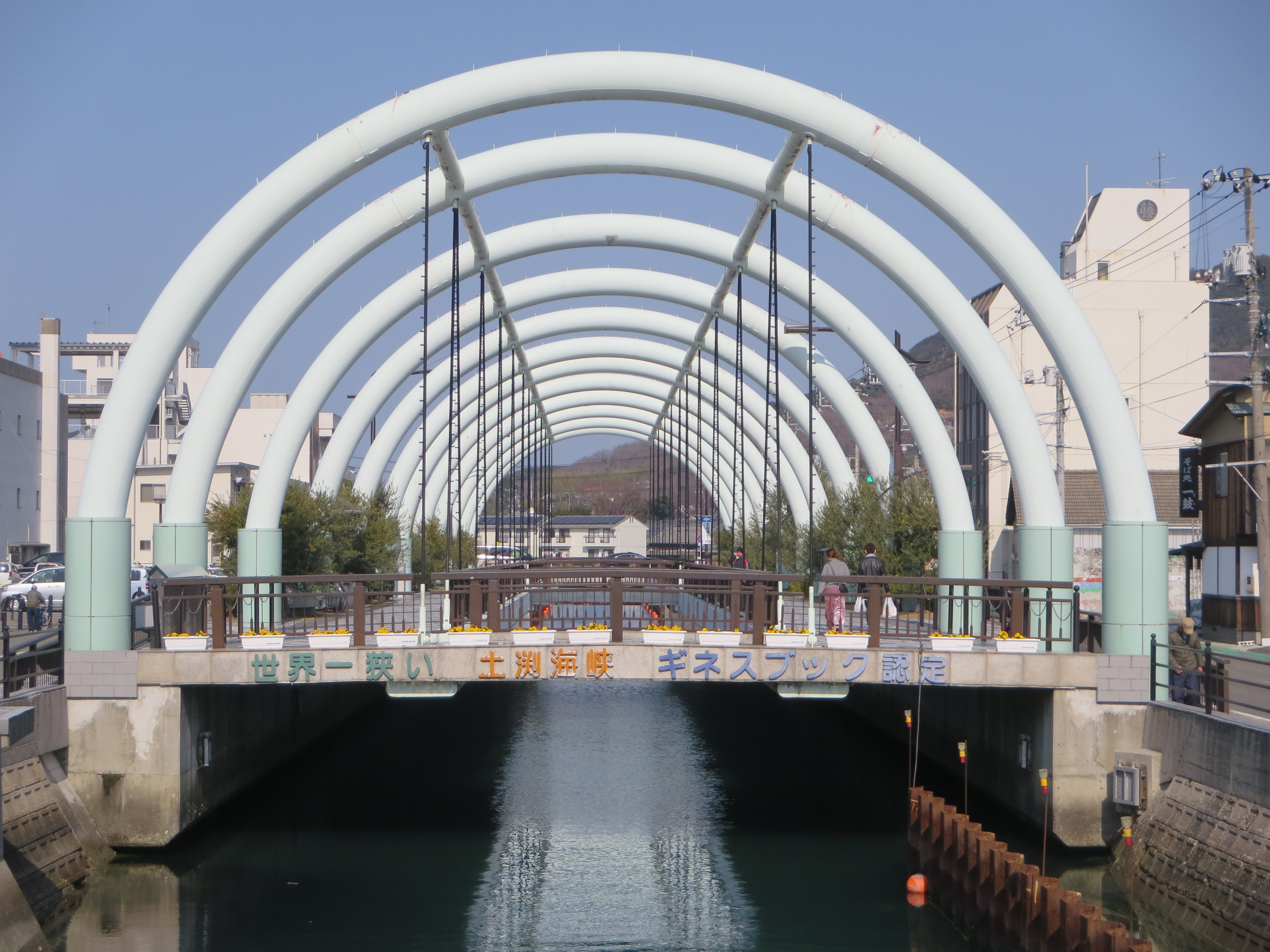
土渕海峡

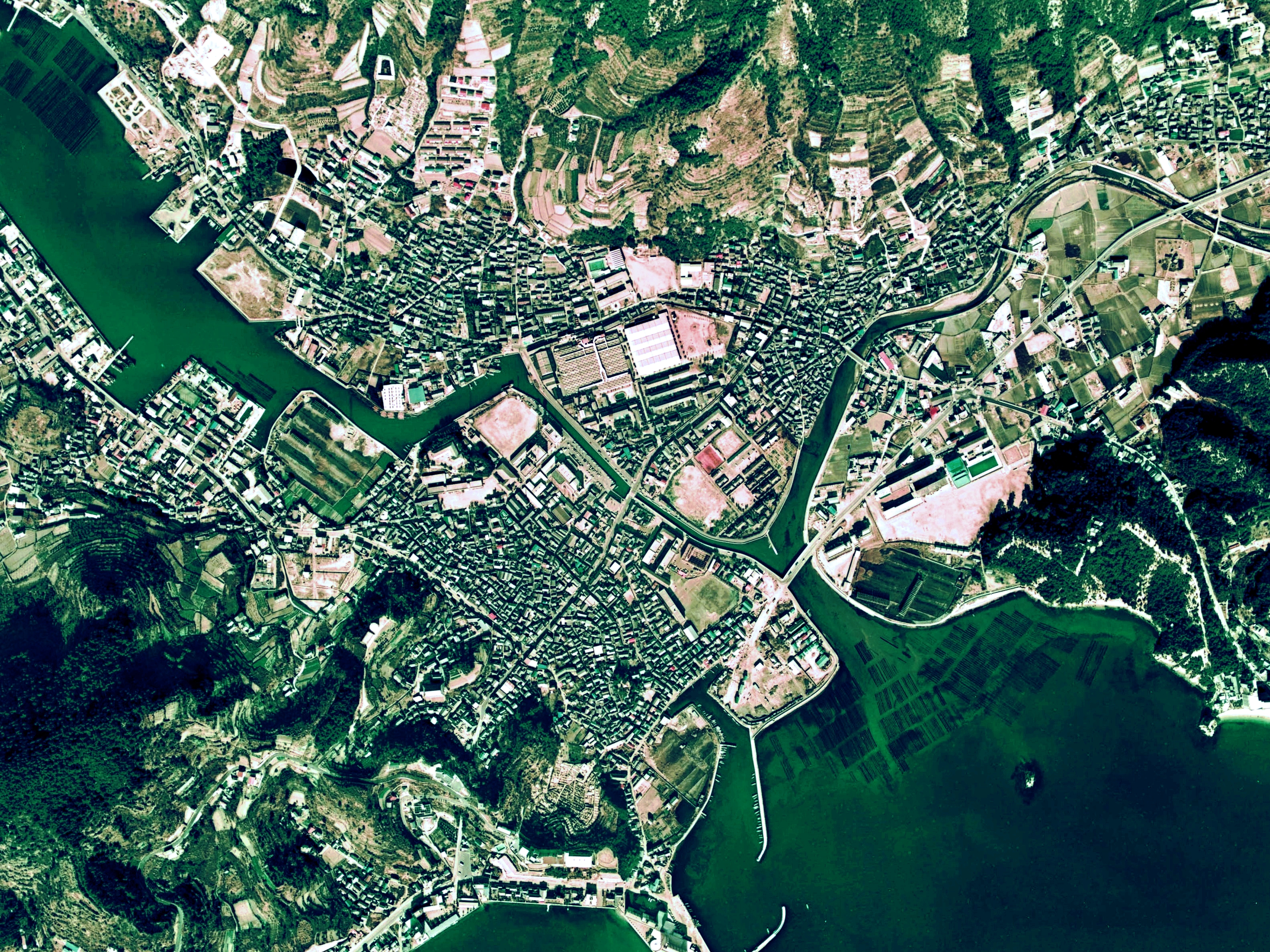
土渕海峡の空中写真（1974年撮影）

土渕海峡（どふちかいきょう）は、香川県小豆郡土庄町の小豆島本島部（渕崎地区）と前島（土庄地区）を隔てる海峡。最狭部は9.93メートルで、「世界で最も狭い海峡」として1996年1月、ギネス世界記録に認定された。

## 概要
土庄町の市街地では両岸がコンクリートの護岸で覆われ人工河川のようであるが、全長は約2.5キロメートル、最大幅は約400メートルある。水深は3.4メートル（満潮時）、1.5メートル（干潮時）。
最狭部付近では市街地をつなぐ橋が複数かけられており、南側にある土庄町役場では横断証明書を有料で発行している。このうち永代橋（えいたいはし）には香川県道26号土庄福田線が通る。

## 命名とギネス登録
土渕海峡という名称は、ギネスブックへ申請する際に海峡の名前が必要であったため、土庄町の「土」と対岸の渕崎地区の「渕」を取って命名されたものである。それまでは、この海峡に名前は特についていなかったとされているが、大正10年発行の小豆郡誌に土渕海峡という名称が使用されている。
ギネスには1990年に一度申請したが、国家機関の証明がないと指摘され、国土地理院の地形図への記載後に再申請して認められた。

## 特筆事項
毎年11月に開催される瀬戸内海タートルマラソンでは出発点となっている。